# 斯金 (密西西比州)
斯金（英語：Skene）是位於美國密西西比州玻利瓦縣的普查規定居民點。

## 歷史
斯金的郵局於1902年設立，其後於1992年停運。

## 人口
根據2020年美國人口普查的數據，斯金的面積為10.68平方千米，皆為陸地。當地共有人口210人，而人口密度為每平方千米19.66人。